# Phare d'Inishtearaght
Le phare d'Inishtearaght est un phare situé sur l'archipel des îles Blasket dans le Comté de Kerry (Irlande).
Il est géré par les Commissioners of Irish Lights.

## Histoire
Ce phare a été construit en 1870 sur l'île An Tiaracht (en irlandais : Inishtearaght), l'île la plus à l'ouest des îles Blasket, inhospitalière et très abrupte. C'est une tour ronde en pierre de 17 m de haut, avec lanterne et galerie, attenante aux maisons de gardien et bâtiments annexes. Toute la station a été bâtie en cinq ans sur le rebord d'un grand piton rocheux, en contrebas du sommet de l'île. Il domine le niveau de la mer à 84 m et il est le phare européen le plus à l'Ouest. Il émet de flashs blancs espacés de 4 secondes toutes les 20 secondes à l'entrée nord de la baie de Dingle. Il n'est accessible qu'en hélicoptère. Le site et le phare sont fermés.